# Clinotaenia anastrephina
Clinotaenia anastrephina är en tvåvingeart som beskrevs av Mario Bezzi 1920. Clinotaenia anastrephina ingår i släktet Clinotaenia och familjen borrflugor. Inga underarter finns listade i Catalogue of Life.